# Mosquée du bey Mohamed el-Kébir
Ne doit pas être confondue avec la Mosquée du bey Mohamed Othmane el Kebir, autre nom de la Mosquée Imam el-Houari

Mosquée du Bey Mohamed Elkebir.

La mosquée du Bey Mohamed el-Kebir est une mosquée de la ville d'Oran nommée en l'honneur du bey qui la construisit en 1792 à l'extérieur, et à l'est de la ville. Située sur le boulevard de Tripoli, elle est entourée de hauts immeubles édifiés alentour depuis les années 1930, qui la défigurent.

## Historique
Située, lors de sa construction, hors les murs de la ville, sur le plateau de Karguentah, cette mosquée a été rattrapée par l'urbanisation et incluse dans l'extension de la ville de la fin du XIXe, et du début du XXe siècle. Elle fut surnommée « vieille mosquée Karguentah », et une rue porta longtemps son nom : la rue de la Vieille Mosquée.
Le bey Mohamed el Kebir en fit poser la première pierre en 1792, après la reprise d'Oran sur les Espagnols. Elle lui servit de sépulture à sa mort en 1799, ainsi qu'à son frère Bou Kabous dit « l'Homme aux pistolets ». Autour de cette mosquée s'éleva un quartier qui fut rasé par le général Desmichel en 1832, à l'exception de la mosquée qui servait de redoute et de premier casernement de cavalerie, pour le 2e régiment de chasseurs d'Afrique. Après divers usages militaires, il fut question vers 1893 de l'abattre pour y faire aménager un boulevard. Les musulmans s'émurent alors et obtinrent gain de cause. Elle fut rendue au culte en 1893 et inscrite aux monuments historiques, ce qui permit la conservation du bâtiment avec son minaret hiératique qui ne laisse pas indiffèrent par sa beauté, les peintres et visiteurs de passage dans la ville. Un second arrêté de classement fut pris le 24 décembre 1903 par le gouverneur général de l'Algérie, le premier ayant été pris par le ministre de la Guerre.
Les travaux du bey Mohammed el Kebir pourraient avoir été la reconstruction, ou la restauration, d'une mosquée plus ancienne qui existait déjà en 1509.